# Tyler Arnason

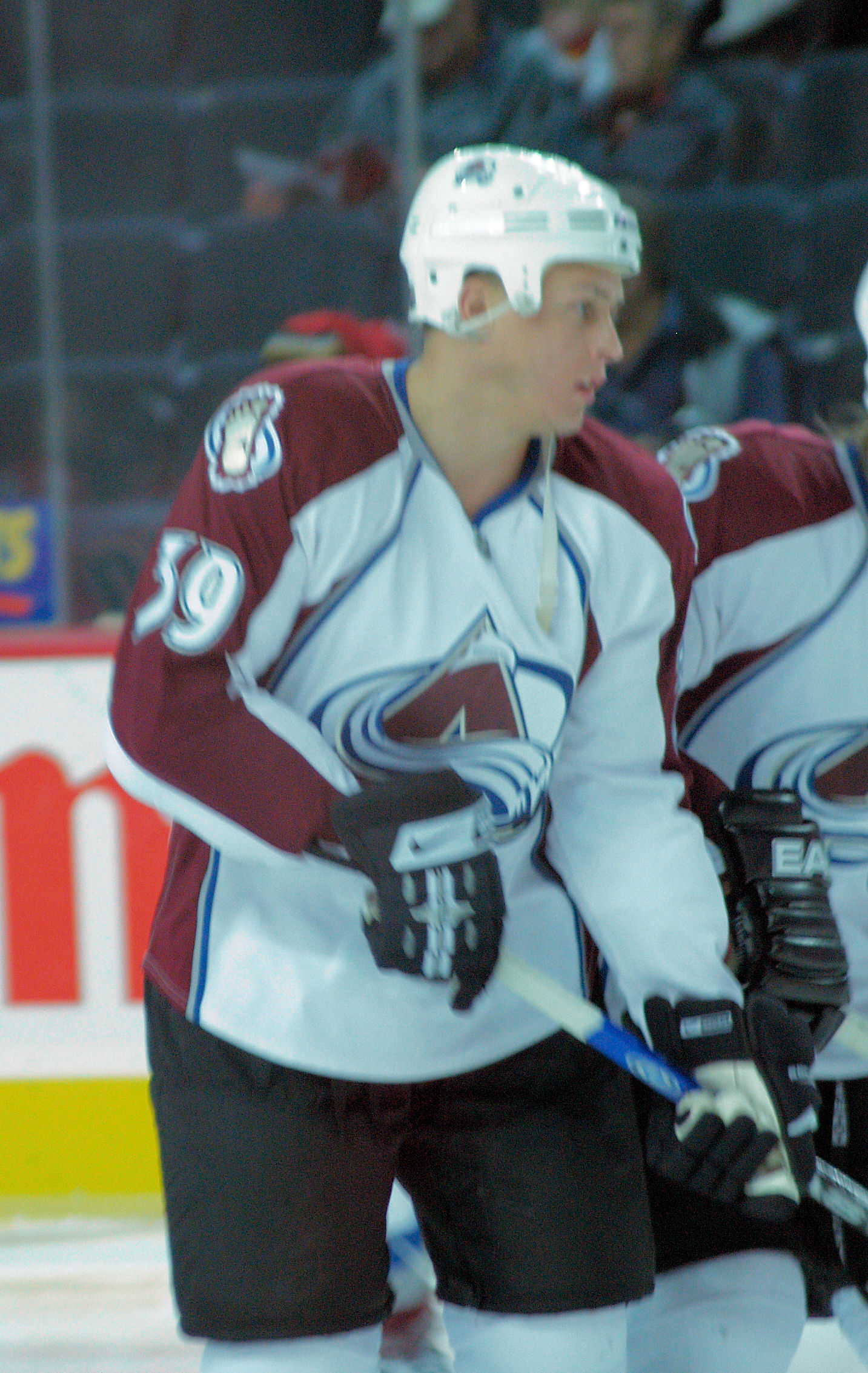
Tyler Arnason i Colorado Avalanche.

Tyler Arnason, född 16 mars 1979 i Oklahoma City, USA, är en amerikansk professionell ishockeyspelare som spelar för Texas Stars i AHL. Arnason har tidigare spelat för NHL-lagen Chicago Blackhawks, Ottawa Senators och Colorado Avalanche. Han draftades som 183:e spelare totalt av Chicago Blackhawks 1998.
Tyler Arnasons bästa säsong poängmässigt i NHL är 2003–04 då han gjorde 22 mål och 33 assist för totalt 55 poäng på 82 matcher för Chicago Blackhawks.
Han spelade en kort sejour i Brynäs IF under NHL-lockouten 2004/05.
Tyler Arnason är son till förre NHL-spelaren Chuck Arnason.

## Klubbar i NHL
- Chicago Blackhawks 2000–2006
- Ottawa Senators 2005–06
- Colorado Avalanche 2006–2009